# Смешанная парная сборная Испании по кёрлингу
Смешанная парная сборная Испании по кёрлингу — смешанная национальная сборная команда (составленная из одного мужчины и одной женщины), представляет Испанию на международных соревнованиях по кёрлингу. Управляющей организацией выступает Федерация видов спорта на льду Испании (исп. Federación Española de Deportes de Hielo, англ. Spanish Ice Sports Federation).

## Результаты выступлений

### Чемпионаты мира
| Год  | Место | Игры | Победы | Поражения | Состав (женщина, мужчина, тренер)                                 |
| ---- | ----- | ---- | ------ | --------- | ----------------------------------------------------------------- |
| 2008 | 22    | 7    | 1      | 6         | Иранцу Гарсиа Вес, Серхио Вес Лабрадор                            |
| 2009 | 25    | 8    | 1      | 7         | Estrella Labrador Amo, Alberto Vez                                |
| 2010 | 4     | 8    | 5      | 3         | Иранцу Гарсиа Вес, Серхио Вес Лабрадор                            |
| 2011 | 11    | 7    | 4      | 3         | Иранцу Гарсиа Вес, Серхио Вес Лабрадор                            |
| 2012 | 18    | 8    | 3      | 5         | Иранцу Гарсиа Вес, Серхио Вес Лабрадор                            |
| 2013 | 21    | 8    | 3      | 5         | Иранцу Гарсиа Вес, Серхио Вес Лабрадор                            |
| 2014 | 3     | 11   | 8      | 3         | Иранцу Гарсиа Вес, Серхио Вес Лабрадор                            |
| 2015 | 17    | 9    | 5      | 4         | Иранцу Гарсиа Вес, Гонцал Гарсиа Вес                              |
| 2016 | 23    | 6    | 3      | 3         | Иранцу Гарсиа Вес, Гонцал Гарсиа Вес                              |
| 2017 | 13    | 8    | 4      | 4         | Иранцу Гарсиа Вес, Гонцал Гарсиа Вес, Брендан Боттчер (тренер)    |
| 2018 | 22    | 7    | 3      | 4         | Иранцу Гарсиа Вес, Гонцал Гарсиа Вес, Кристиан Линдстрём (тренер) |
| 2019 | 9     | 8    | 6      | 2         | Ойане Отаэги, Микель Унануэ, Стеффен Вальстад (тренер)            |
| 2021 | 20    | 9    | 0      | 9         | Ойане Отаэги, Микель Унануэ, Мартин Штуки (тренер)                |
| 2022 | 18    | 10   | 2      | 8         | Ойане Отаэги, Микель Унануэ, Дэвид Томас Уиллс (тренер)           |
| 2023 | 13    | 9    | 4      | 5         | Ойане Отаэги, Микель Унануэ                                       |
| 2024 | 20    | 9    | 1      | 8         | Ойане Отаэги, Микель Унануэ, Даниэль Рафаэль (тренер)             |
| 2025 | 20    | 9    | 0      | 9         | Ойане Отаэги, Микель Унануэ, Даниэль Рафаэль (тренер)             |

(данные отсюда:)

### Квалификационные турниры кчемпионатам мира
| Год       | Место          | Игры           | Победы         | Поражения      | Состав (женщина, мужчина, тренер)                       |
| --------- | -------------- | -------------- | -------------- | -------------- | ------------------------------------------------------- |
| 2019/2020 | не участвовали | не участвовали | не участвовали | не участвовали | не участвовали                                          |
| 2022/2023 | 1              | 7              | 7              | 0              | Ойане Отаэги, Микель Унануэ, Дэвид Томас Уиллс (тренер) |
| 2024/2025 | 1              | 8              | 8              | 0              | Ойане Отаэги, Микель Унануэ, Даниэль Рафаэль (тренер)   |